# Umschlagspunkt (Chemie)

pH-Indikatoren und ihre Farbumschläge bei versch. pH-Werten

Umschlagspunkt ist ein Begriff aus der analytischen Chemie. Bei Titrationen ist der Umschlagspunkt ein Farbumschlag, der den Äquivalenzpunkt anzeigt. Bei Säure-Base-Titrationen ist dieser von der Wahl des Indikators abhängig. Bei Redox-Titrationen kann dies durch Redoxindikatoren erfolgen oder durch Eigenindikation, bei der die farbige Maßlösung so lange entfärbt wird, wie Stoffumsetzungen erfolgen können.